# Старая Лопатка
Старая Лопатка — село в Петровском районе Саратовской области, входит в состав сельского поселения Синеньское муниципальное образование.

## География
Находится на расстоянии примерно 9 километров по прямой на северо-восток от районного центра города Петровск.

## История
Официальная дата основания 1859 год.  По другим данным деревня была основана в первой половине XIX века. В 1859 году в деревне уже насчитывалось 80 дворов и 544 жителя. Имелся православный молитвенный дом. В 1861 году  была построена деревянная церковь с престолом во имя Казанской Божией Матери. По сведениям 1910 года в селе в 197 домохозяйствах проживал 1301 человек.

## Население
Постоянное население составило 108 человек (русские 89%) в 2002 году, 73 в 2010.